# Список умерших в 662 году

## Август
- 13 августа — Максим Исповедник — христианский монах, богослов и философ, известный непримиримой борьбой против ересей.

## Декабрь
- 5 декабря — Пелин из Бриндизи — святой Римско-Католической Церкви, епископ и покровитель Бриндизи, мученик.

## Дата смерти неизвестна или требует уточнения
- Аго, герцог Фриуля.
- Анзегизель — сын Арнульфа Мецского — основателя династии Арнульфингов.
- Ашина Мише-шад — каган Западно-тюркского каганата (657—662).
- Брохвайл — правитель Мейрионита (645—662), суб-королевства, подчиненного Королевству Гвинед.
- Гарибальд — лангобардский герцог Турина.
- Годеперт — король лангобардов (661—662).
- Гримоальд Старший — майордом Австразии (641/642/643 — 662).
- Каб ибн Зухайр — арабский поэт.
- Конайнг Куйрре — первый король Наута (до 662).
- Леонтий Кипрский — епископ Неаполя Кипрского.
- Маэнах мак Фингин — король Мунстера (641—662).
- Хильдеберт Приёмный — король Австразии (656—661).